# Rosita Alvírez
"Rosita Alvírez" es un corrido popular mexicano de estilo norteño, que trata de la muerte del personaje del mismo nombre. Hay fuentes que indican que esta canción es del dominio público ya que se desconoce al autor, mientras que otras atribuyen su composición a Felipe Valdés Leal.

## Origen de la canción
El crimen contado en el corrido de Rosita Alvírez, al parecer no ocurrió, al menos no de esa forma exacta, según las investigaciones  del cronista o historiador saltillense Álvaro Canales. En 1883, se publicó en un diario de Coahuila, la crónica de un crimen muy parecido al de "Rosita Alvirez",dicho crimen fue descrito en un corrido intitulado: "Las mañanas de Belén Galindo", el cual tiene pasajes muy parecidos al de "Rosita Alvírez", empezando con el hecho que el asesino, en ambos corridos y en la realidad que inspiró el de "Belén Galindo", se llamaba Hipólito.

## Letra y versiones
Existen varias versiones del corrido de Rosita Alvírez, entre las que se pueden mencionar las de: Eulalio González "Piporro", Antonio Aguilar, Lydia Mendoza, Francisco "El charro Avitia, las Hermanas Padilla, Los Alegres de Terán,  el Trío Calaveras y Jenni Rivera.
La letra está narrada en tercera persona, y como se ha indicado, cuenta el asesinato de Rosita Alvírez, empezando por declarar que la tragedia ocurrió en el año 1900. El primer personaje del corrido es la madre de Rosita, quien pretende impedir a Rosa que salga esa noche, sin embargo desoyendo a su madre, Rosita asiste al baile, así mismo Hipólito, quien aborda a Rosa pidiéndole una pieza, como Rosa se niega, tal vez de modo altanero o despectivo, Hipólito reacciona sacando su pistola y asesinando a Rosita Alvírez en el acto. Finalmente cuenta el corrido que Rosa va al cielo e Hipólito a la cárcel.
En las distintas interpretaciones pueden percibirse desde ligeras variaciones de alguna palabra, hasta estrofas completas añadidas o ausentes, pero comparándolas, se pueden entresacar algunas estrofas que son constantes en prácticamente todas ellas y que constituyen la estructura base del argumento o crónica implícita en el corrido: 
| -1a- Año de mil novecientos muy presente tengo yo en un barrio de Saltillo Rosita Alvírez murió. (se repite) -2a- Su mama se lo decía: -Hija, esta noche no sales -Mamá no tengo la culpa que a mí me gusten los bailes. (se repite) | -3a- Hipólito llegó al baile y a Rosa se dirigió como era la más bonita Rosita lo desairó. (se repite) -4a- -Rosita no me desaires la gente lo va a notar -Pues que digan lo que quieran contigo no he de bailar. (se repite) | -5a- Echó mano a la cintura y una pistola sacó y a la pobre de Rosita nomás tres tiros le dio. (se repite) -6a- Rosita ya está en el cielo dándole cuenta al Creador Hipólito está en la cárcel dando su declaración. (se repite) |

La versión grabada por las Hermanas Padilla, consta de siete estrofas, es una de las que más se acerca a este conjunto de estrofas básicas del corrido de Rosita Alvírez, pero en la tercera línea de la primera estrofa dice: "En el barrio de Saltillo" en lugar de "en un barrio de Saltillo; en la cuarta estrofa, al final, se cambia la palabra; "desaires" por la palabra "desprecies".  Siendo el cambio más notable el que entre la quinta y sexta estrofa se introduce otra, que dice:
Su mama se lo decía:
-ya viste hija querida,
por andar de pizpireta
te había de llegar el día- (se repite)
Las versiones tanto de Francisco "El Charro" Avitia como de Lydia Mendoza, también constan de siete estrofas, pero introducen una estrofa diferente a la versión anteriormente comentada: 
Rosita le dijo a Irene:
-No te olvides de mi nombre
cuando vayas a los bailes
no desprecies a los hombres (se repite)
Esta misma estrofa es agregada en el mismo lugar en la versión grabada por Antonio Aguilar, más otra dos consecutivas que se citan:
La noche que la mataron
Rosita estaba de suerte:
de tres tiros que le dieron
nomás uno era de muerte. (se repite)
La casa era colorada
y estaba recién pintada
con la sangre de Rosita
le dieron otra pasada (se repite)
La versión de Antonio Aguilar consta pues de 9 estrofas, más algunas expresiones o comentarios al margen, introducidos por este cantante, que remarcan o enfatizan el tinte o sesgo de humor negro en su interpretación. Esta versión es la misma, en la cuanto a letra, que grabó años más tarde Jenni Rivera, diferenciándose en arreglos musicales y en las expresiones intercaladas a la letra.
La versión de Eulalio González "Piporro", es una de las más populares y conocidas. En su versión, solo se cantan las seis estrofas básicas que hemos escrito aquí para el análisis del corrido, pero agrega de modo muy extenso expresiones, comentarios, diálogos y hasta personajes extras a la canción, como lo son el padre de Rosita y Marco, amigo de Hipólito. Todo lo anterior haciendo de esta versión, la versión de humor negro más esclarecida.

## Motivos culturales
El corrido de Rosita Alvírez cuenta una tragedia, sin embargo, se puede apreciar a través de sus diversas interpretaciones, distintos puntos de vista o abordajes al tema, uno de ellos es el humor negro que le imprimen algunas de las versiones, entre las que podemos destacar la de Eulalio González y la de Antonio Aguilar. Otras más como la del "Charro Avitia" o la de las "Hermanas Padilla", pueden percibirse en su aspecto de moraleja, con respecto de aquellos tiempos. Estos mismos aspectos, se pueden ver desde otra perspectiva. El columnista Alfredo Reyes nos expone en su artículo intitulado: "El síndrome de Rosita Alvírez", lo siguiente 

...un crimen alevoso y cobarde descrito en el corrido como algo merecido, natural y hasta burlesco, pues resulta que “la noche que la mataron, Rosita estaba de suerte: pues de tres tiros que le dieron, nomás uno era de muerte”. Cierto o no, es una infamia.

Sin pretensión alguna decimos que lo anterior es un síndrome deplorable de abuso brutal contra la mujer, un ejemplo negativo que se ha propalado mediante una épica ruin y donde se pretende dar un consejo de sometimiento y sumisión para las féminas pues, al borde de la muerte, la víctima da un consejo; “Rosita le dijo a Irene, no te olvides de mi nombre, cuando vayas a los bailes no desprecies a los hombres”.

Mal andamos cuando se pretende adoptar dicho corrido como el “himno de Saltillo”, a pesar de la influencia negativa que pueda provocar esta apología de la violencia contra las mujeres.

Desde esta perspectiva "Rosita Alvirez" es un corrido que trata de una forma irresponsable, el grave asunto del feminicidio, sin embargo, es innegable que este corrido es uno de los más reconocidos dentro de este género musical en México, y constituye también un elemento que forma parte de la cultura mexicana ante la muerte, cuyas expresiones caen frecuentemente en lo cínico y humorístico.
El corrido de Rosita Alvírez ha dado pie a otras expresiones culturales como lo son:
- La película "Yo maté a Rosita Alvírez", de 1947, dirigida por Raúl de Anda y protagonizada por Luis Aguilar como Hipólito y María Luisa Zea como Rosita.[12]
- La película "Yo fui novio de Rosita Alvírez", de 1955, dirigida por Zacarías Gómez Urquiza y protagonizada nuevamente por Luis Aguilar como Hipólito y Chula Prieto como Rosita.[13]
- La película "Aquella Rosita Alvirez", de 1965, dirigida por René Cardona, y en los papeles de Rosita e Hipólito, Rosa de Castilla y Jorge Russek respectivamente.[14]
- La película "Rosita Alvírez, destino sangriento", de 1982, dirigida por Gilberto Martínez Solares, con Beatriz Adriana y Pedro Infante Jr. en lo papeles principales[15]
- La historieta: "Rosita Alvirez y el charro misterioso", en 1952, de ediciones José G. Cruz.[4][5]
- El cuento en verso intitulado: "El gusto por los bailes" del escritor mexicano Daniel Sada, publicado en 2010 en su colección de cuantos intitulada "Ese modo que colma".[5][16]